# Edward Seymour
Edward Seymour (1500. – 1552.) bio je najstariji preživjeli brat engleske kraljice i treće supruge Henrika VIII., Jane Seymour. Obnašao je funkciju lorda protektora Engleske od 1547. do 1549. godine u ime svog nećaka Eduarda VI. koji još nije bio punoljetan. Unatoč njegovoj popularnost među pukom, njegova je politika često razljutila gospodski stalež koji ga je na kraju smaknuo.

## Obiteljski skandal
Mladi Edward Seymour bio je poslan na dvor još kao dječak i služio je kao paž Mariji Tudor, Henrikovoj mlađoj sestri, dok je bila francuska kraljica. Poslije toga služio je i kralju. Vrlo mladog oženili su Katherine, kćeri sir Edwarda Fillola. O tom se braku zna vrlo malo, osim činjenice da je Katherine rodila dva sina, Johna i Edwarda, 1528. i 1529. Godinu dana poslije Edward je na svoj užas ustanovio da su njegova supruga i njegov otac neko vrijeme bili ljubavnici i da postoji dosta velika mogućnost da je sir John Seymour otac obaju dječaka. Edwardova odmazda je bila brza: Katherine je morala otići u samostan u kojem je umrla poslije pet godina. Edward je neko vrijeme govorio da će se rastati od nje, ali to nije učinio. Ipak, razbaštinio je njezine sinove i prekinuo sve veze s njima. Nakon smrti supruge odmah se oženio. Njegova nevjesta bila je izvanredna Anne Stanhope, čelična dama koja će vladati i suprugom i obitelji, a njezina gordost postat će nadaleko poznata.

## Kraljev posjet
Do vremena kada je Henrik VIII. došao u Wulfhall, 1535., taj je skandal umro prirodnom smrću, a Edward se pomirio s ocem. Edwardov novi brak znatno je utjecao na razblaživanje gorčine prema ocu. Kralj je sigurno znao za tu priču, no vjerojatno je smatrao da je obitelj dovoljno propatila zbog svega toga pa im nije htio to opet predbaciti. Sir John je pak posjet vladara smatrao znakom da je prošlost završena i zaboravljena.
Henrik je bio zahvalan i srdačan gost koji nije pretjerano držao do forme pa je s članovima obitelji domaćina razgovarao kao sa sebi ravnima. Unatoč tome što je uza se imao trudnu kraljicu, Henrik je uživao u Wulfhallu. Sir John je bio dobar domaćin, gospa Margaret bila je utjelovljenje svega onoga što je kralj smatrao odlikama supruge: krotka, iskrena, dobro odgojena i, najviše, plodna – razlikovala se od Ane Boleyn u svakom pogledu.
Edwardovoj sestri Jane je tada bilo oko 27 godina. Već je tada petnaest godina boravila na kraljevu dvoru u službi Katarine Aragonske kojoj je bila odana, kao i njezinoj kćeri Mariji.

## Na dvoru Henrika VIII.
Janeina braća, Edward i Thomas, bili su s njom na dvoru i razborito je upozorili da ne daruje svoju nevinost Henriku: mora ostaviti dojam kreposne i skromne žene koja svoju čednost želi zadržati do braka. Bilo im je važno da Jane ne postane samo još jedna bezazlena ljubavnica kralja Henrika u nizu.
Godine 1536. kralj je u Greenwichu izbacio svog tajnika, Thomasa Cromwella, iz dijela dvorca u kojem su bile njegove odaje i koje su tajnim hodnikom bile povezane s njegovim stanom i ondje uselio sir Edwarda Seymoura koji je neposredno prije toga postao član kraljeva Vijeća.

## Kraljičin brat
Edwardova sestra, kao engleska kraljica poslije Ane Boleyn, bila je iznimno popularna među katolicima i frakciji odanoj španjolskom caru Karlu V., nećaku Katarine Aragonske, prve supruge Henrika VIII. Ta je frakcija sve radila što je bilo u njihovoj moći da se riješe Ane Boleyn s kraljevskoga dvora. U konačnici su u tome i uspjeli.
Stupivši na prijestolje, Jane se trudila vratiti Mariju, Henrikovu najstariju kći, u red nasljeđivanja, ali i uzdići svoju obitelj, tako da je njezinoj braći omogućeno preuzimanje visokih državnih funkcija. 
Tijekom ljeta u crkvama se molilo za Janein siguran porođaj. Jane se nije pojavljivala u javnosti i vodila je relativno miran svakodnevan život. Kako bi joj ugodio, kralj je prihvatio njezina brata Edwarda u svoje Vijeće 22. svibnja. Jane je rodila zdravog dječaka očeve tjelesne građe i majčine svijetle puti. Ona je nekoliko dana poslije umrla. Henrik to nije dobro podnio. Svom je šurjaku, Edwardu, povjerio odgoj njihova sina, budućeg Eduarda VI.

## Lord protektor i regent Engleske
Nakon smrti Henrika VIII. poštivao se njegov posljednji oporučni dokument o sastavu regentskog vijeća koji bi bio na snazi dok Eduard VI. ne dosegne punoljetstvo. Mali Eduard bio je protestantski odgojen pod nadzorom strica Edwarda te je pokušao uvesti protestantizam u svoje kraljevstvo, što je bilo u suprotnosti s uvjerenjima pola zemlje, ujedno i Marijinim uvjerenjima, Henrikove najstarije kćeri, koja je uživala potporu španjolskoga cara Karla V. Eduard je svojoj sestri čak pokušao nametnuti "novu" vjeru zabranivši joj prakticiranje stare. Međutim, to je izazvalo pobunu španjolskog vladara te je Eduard brzo odustao od toga.
Mnogi članovi starog, konzervativnog plemstva – koji su bili neprijateljski raspoloženi novoimenovanim aristokratima poput Edwarda i Thomasa Seymoura – bili su tijekom ove vladavine progonjeni. Thomas Howard, vojvoda od Norfolka, proveo je čitavo doba Eduarda VI. u Londonskom tornju.
Mali Eduard je bio pod strogim nadzorom svoga voljenoga strica Edwarda.

### Ratovi
Seymour je bio neporecivo vješt kao vojnik, što je dokazao svojim ekspedicijama u Škotsku i obranu Bolonje 1546. godine. Njegov je glavni interes kao lord protektor bio rat sa Škotskom. Nakon niza uspješnih bitaka, došlo je i do neuspjeha. Naime, Škotska je sklopila savez s Francuskom koja je poslala svoje postrojbe za obranu Edinburgha 1548. godine, a škotska kraljica Marija je poslana u Francusku kod svog zaručnika, francuskog prestolonasljednika. Engleske su se snage povukle sa škotskih teritorija kada je Francuska napala Bolonju. Ti su ratovi ostavili veliku financijsku štetu za kraljevu riznicu.

### Okršaj s bratom
Edward je tijekom svog vladanja naišao na najveći izazov: njegov vlastiti brat, Thomas Seymour, koji je bio željan moći i bogatstva. Naime, tijekom Henrikovih posljednjih godina života, bio je poslan na diplomatsku misiju u Bruxelles. Razlog tome je bila ljubav koju je Katarina Parr, Henrikova posljednja supruga, gajila prema Thomasu. Henrik nikada nije vjerovao Thomasu. Kada se Thomas vratio u Englesku, bio je izbezumljen i bijesan jer nije bio imenovan članom regentskog vijeća svoga nećaka. Nije vjerovao da je to bila Henrikova želja, već bratova spletka. Za razliku od Edwarda, Thomas je bio impulzivan i isprazan. Pokušao je sklopiti brak koji bi mu omogućio veći politički utjecaj i bogatstvo. Prvo mu je oko skrenulo na Henrikovu mlađu kći, Elizabetu, a onda na udovu kraljicu, Katarinu Parr. Katarina je brzo prihvatila njegovu ponudu i konačno se udala iz ljubavi. Bila je istinski sretna te primila mladu Elizabetu u njihovo kućanstvo u Chelseaju. Poslije im se pridružila i gospa Jane Grey. No, novopečeni bračni par nije bilo u dobrim odnosima s Edwardom i njegovom suprugom.
Ubrzo je trudna Katarina uhvatila svog voljenog muža u zagrljaju s Elizabetom, pa ju je otjerala s njihovog imanja. Kasnije su se pomirile, ali Elizabeta više nije smjela živjeti s njima. Poslije Katarinine smrti Thomas se ponovno javio Elizabeti u nadi da će prihvatiti njegovu ruku. No, odbila ga je, dobro znajući da regentsko vijeće to nikada neće odobriti. Thomasa je Vijeće ubrzo optužilo za više slučajeva veleizdaje.

## Pad
Seymour se tijekom vladavine suočavao s brojnim pobunama. Međutim, dalekosežne posljedice na njega može ostaviti samo regentsko vijeće koje u listopadu 1549. nije bilo zadovoljno njegovim upravljanjem. Budući da je Seymour mladoga kralja povukao iz javnosti i zatvorio u dvorac Windsor, mali Eduard je napisao da se osjećao kao u zatvoru. Vijeće je Seymoura optužio za uzurpiranje vlasti i lošeg vladanja (na koje nije ni imao pravo). Eduard je zapisao smrt svog ujaka tvrdeći da se pogubljenje izvršilo u Tower Hillu između osam i devet ujutro.
Naslijedio ga je John Dudley koji će poslije Eduardove smrti pokušati ustoličiti gospu Jane Grey, kraljevu rođakinju i vršnjakinju. Njegov će sin, Robert Dudley, biti tiha patnje Elizabete I.